# Попытка военного переворота в Буркина-Фасо (1989)
Попытка военного переворота в Буркина-Фасо — разоблачённый заговор ряда командиров Вооружённых сил во главе с Жаном-Батистом Букари Лингани и Анри Зонго, а также других неназванных заговорщиков, которые (по официальной версии) готовили на 18 сентября 1989 года арест либо убийство президента Блеза Компаоре и силовой захват власти в стране.
Все известные заговорщики были арестованы и быстро казнены без проведения официального суда над ними и какого-либо расследования.

## История
Молодые офицеры левых взглядов Блез Компаоре, Жан-Батист Букари Лингани и Анри Зонго познакомились друг с другом ещё в конце 1970-х годов. Вместе с близким другом Компаоре, капитаном Тома Санкара, они основали подпольную «Группу офицеров-коммунистов», со временем приобретшую определённое влияние в вооружённых силах Верхней Вольты.
В 1982 году эти четыре офицера помогли майору Жану-Батисту Уэдраого свергнуть диктатора Сайе Зербо, отменившего Конституцию и установившего в стране репрессивный режим. После того, как Уэдраого под давлением Франции арестовал более популярного Санкару — Компаоре организовал ещё один военный переворот и помог другу прийти к власти. Вместе с Лингани и Зонго они основали Национальный совет революции и начали масштабную программу реформ, получившую название «Демократическая народная революция».
Политика Санкары, опиравшегося на идеи антиимпериализма, марксизма кубинского образца, африканского социализма и неприсоединения, вызвала резкое недовольство Франции, США, а также изначально поддерживавшего нового лидера Буркина-Фасо (как с 1984 года стала именоваться Верхняя Вольта) Муаммара Каддафи, пытавшегося распространить ливийское влияние на Западную Африку. Именно Каддафи познакомил Компаоре с либерийским полевым командиром Чарльзом Тейлором. Боевики возглавляемого им Национального патриотического фронта Либерии (NPFL) должны были, по договорённости с Компаоре и Каддафи, проходить обучение на территории Буркина-Фасо, чему категорически возражал Санкара, занимавший антимилитаристские позиции и обеспокоенный недавним поражением страны в скоротечном конфликте с Мали.
Компаоре начал готовить переворот против Санкары и, пообещав оказать Тейлору помощь в захвате власти в Либерии, привлёк его на свою сторону (как подтвердил впоследствии Комиссии правды и примирения Либерии Принс Джонс, Тейлор являлся и автором плана переворота), а также получил поддержку французских спецслужб и соседних государств. К заговору примкнули и Лингани с Зонго. 15 октября 1987 года Тома Санкара и двенадцать его соратников были убиты.
Компаоре сообщил в ООН, что Санкара погиб в результате «несчастного случая» и власть в Буркина-Фасо переходит к нему. После того, как с помощью боевиков NPFL было подавлено сопротивление Комитетов защиты революции, Компаоре, Лингани и Зонго распустили Национальный совет революции и сформировали вместо него Народный фронт. Реформы Санкары были свёрнуты.
Однако Компаоре не доверял своим соратникам, как и они ему. Лингани и Зонго занимали ключевые посты (министра национальной обороны и министра экономического развития соответственно) и имели весомое политическое влияние.

## Провал переворота
18 сентября 1989 года, когда Компаоре возвращался из Китая, где находился с государственным визитом, его ближайшее доверенное лицо — непосредственный руководитель убийства Тома Санкары и командир Полка президентской безопасности Гилберт Дьендере — по официальной версии, выявил существование заговора против главы государства, во главе которого стояли Лингани и Зонго. Заговорщики собирались арестовать либо убить Компаоре сразу же после посадки его самолёта в Уагадугу (точной информации нет, согласно некоторым данным, предполагалось взорвать самолёт с президентом).
Лингани и Зонго были немедленно арестованы и объявлены «фашистами». В коммюнике, зачитанном по государственному радио, говорилось: «Наш народ и революция, и её активисты на всех уровнях только что в ночь на 18 сентября 1989 года избежали трусливого заговора, спровоцированного военными и фашистскими элементами во главе с некоторыми честолюбивыми и антиреволюционными людьми, находящихся на самом верху политического руководства». Вскоре они и ещё два заговорщика, оставшихся неизвестными, были расстреляны без проведения какого-либо следствия.